# Heraclianus (praefectus praetorio)
Aurelius Heraclianus was een Romeins soldaat en later pretoriaanse prefect (praefectus praetorio) ten tijde van keizer Gallienus in de 3e eeuw na Christus. Hij was waarschijnlijk de moordenaar van keizer Gallienus tijdens een putsch.

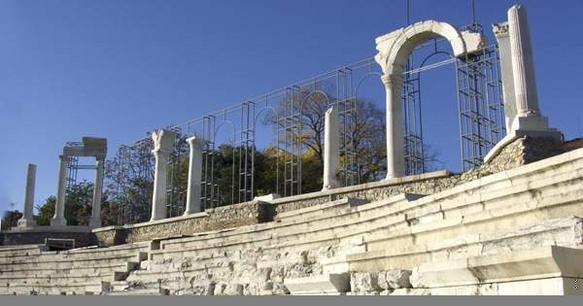
Romeins amfitheater in Augusta Traiana

## Afkomst
Heraclianus was afkomstig van de Romeinse provincie Thracië, meer bepaald van Augusta Traiana. Dit is het huidige Stara Zagora in Bulgarije en was toen een grote Romeinse stad. Hij leefde in de chaotische tijd van 3e eeuw, met voortdurend opstoten tegen het centrale gezag van keizer Gallienus. De keizer reageerde door erg ingrijpende legerhervormingen, onder meer de inzet van snel beweegbare troepen. In deze context sloot Heraclianus zich aan bij het keizerlijke leger.

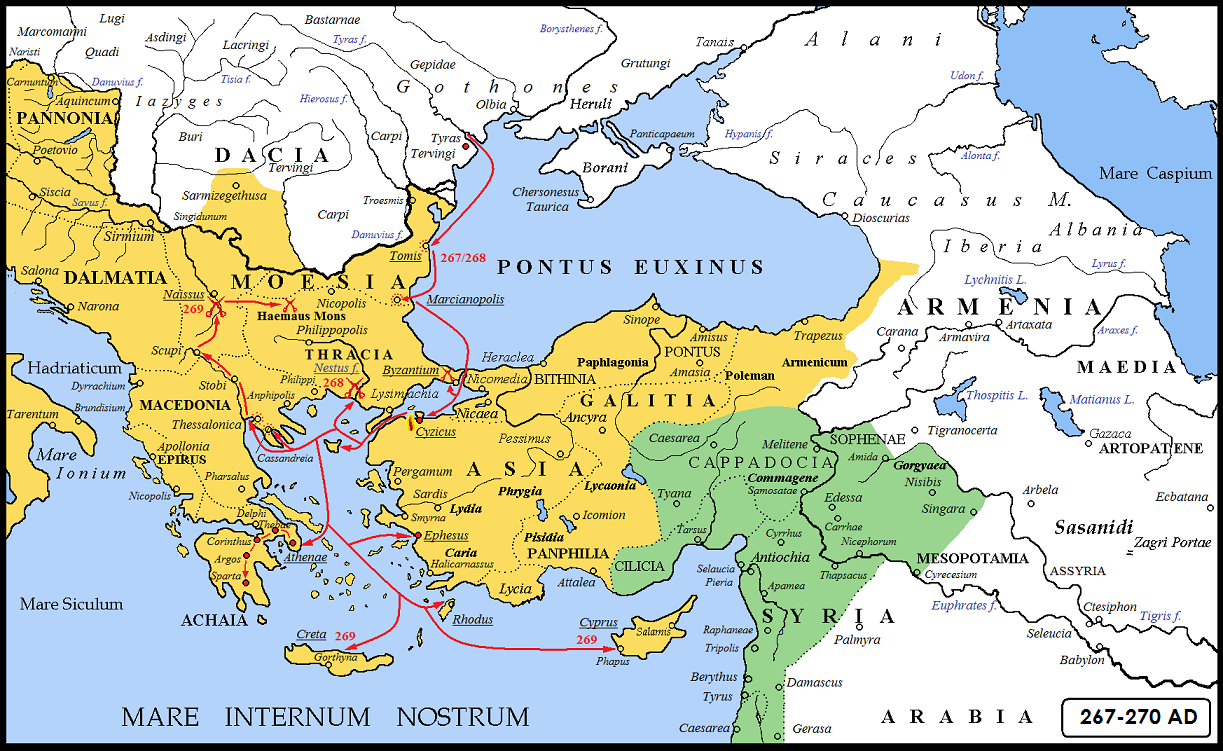
In het jaar 268 maakten zowel binnenvallende Goten als het Palmyreense rijk het Rome erg lastig.

## Militaire carrière
Heraclianus maakte carrière in de oorlogen van keizer Gallienus en werd, rond 266-267, praefectus praetorio. Hiermee was hij de sterke man van de keizerlijke troepenmacht. Keizer Gallienus stuurde een grote troepenmacht naar het opstandige Palmyreense koninkrijk in het oosten. Het is niet zeker of Heraclianus zelf mee trok. Zelfs indien Heraclianus het commando had in het oosten, is zijn beweegreden niet duidelijk: was het om Palmyra te annexeren dan wel de Goten te verdringen in zijn geboortestreek Thracië. Volgens Zosimus was de Romeinse nederlaag smadelijk en zegevierden de Palmyreense troepen onder leiding van koningin Zenobia en van haar zoon Vabalathus (267). Heraclianus bereidde vervolgens een nieuwe campagne van de keizer voor, ditmaal tegen de binnenvallende Herulen in de Balkan (267-268).

## Putsch
De Romeinse nederlaag in het oosten en mogelijks het verlies van keizerlijke steun dreven Heraclianus in de armen van de samenzweerders Claudius en Aurelianus. Deze generaals behoorden tot een kliek van Illyrische officieren en beiden zouden achteraf keizer worden. In 268 doodde Heraclianus keizer Gallienus in een kamp bij Milaan; een variant van het moordverhaal is dat Heraclianus de keizerlijke lijfwachten weg stuurde zodat een zekere Cecropius van de Illyrische kliek de keizer kon doden. Nadien is niets meer gehoord van Heraclianus. Mogelijks pleegde hij zelfmoord.